# Ефремов, Андрей Васильевич
Андрей Васильевич Ефремов (25 октября 1961) — советский и российский игрок в хоккей с мячом, полузащитник, заслуженный мастер спорта СССР (1989), двукратный чемпион мира.

## Биография
Родился 25 октября 1961 года в Москве.
Начал играть в хоккей с мячом в 1975 году в Москве детской команде «Динамо»-II, с 1976 года — в школе «Динамо».
С сезона 1978/79 в основном составе «Динамо».
Один из воспитанников школы «Динамо», прошедших путь от детско-юношеской школы клуба до титула лучшего полузащитника мирового первенства.
В 1991 году уезжает за рубеж. Играет за клубы Норвегии и Швеции.
В 1997 году возвращается в «Динамо», в котором и завершает игровую карьеру.
Привлекался в сборную СССР, в составе которой стал чемпионом мира в 1985 и 1989 годах, бронзовый призёр турнира 1987 года. На турнирах провёл 15 матчей, забил 5 мячей.
В сезоне 1999/2000 был играющим тренером «Динамо», в дальнейшем был в тренерском штабе команды до января 2004 года.

## Семья
Жена — Ефремова (Ерошина) Галина Борисовна. Дочь - Ефремова Евгения. Внук - Арсений. Внучка - Стефания.

## Достижения
«Динамо» (Москва)
 Серебряный призёр чемпионата СССР (3): 1983/84, 1986/87, 1987/88

 Бронзовый призёр чемпионата СССР (2): 1985/86, 1990/91 

 Обладатель Кубка СССР: 1987 

 Финалист Кубка СССР (3): 1988, 1989, 1991 

 Финалист Кубка мира: 1987
«Сарпсборг»
 Чемпион Норвегии: 1992 

 Серебряный призёр чемпионата Норвегии: 1993
Сборная СССР
 Чемпион мира (2): 1985, 1989 

 Бронзовый призёр чемпионата мира: 1987 

 Победитель Международного турнира на приз газеты «Советская Россия» (2): 1986, 1988 

 Бронзовый призёр Международного турнира на приз газеты «Советская Россия»: 1990 

 Чемпион мира среди юниоров: 1980
Личные
- В списке 22-х лучших игроков сезона (6): 1984, 1985, 1986, 1987, 1988, 1989
- Лучший полузащитник чемпионата мира: 1989
- Символическая сборная чемпионата мира (2): 1987, 1989
- Символическая сборная Кубка мира (2): 1987, 1988[2]

### Комментарии
1. ↑  Количество игр и голов за клуб(ы) в высшем дивизионе чемпионатов СССР/России